# František Schmucker
František Schmucker (ur. 28 stycznia 1940 w Jarovcach, zm. 15 lipca 2004 w Ostrawie) – czechosłowacki piłkarz, reprezentant kraju, grający na pozycji bramkarza. 

## Kariera piłkarska
Schmucker urodził się w Jarovcach. Swoją przygodę z piłką rozpoczął w wieku w 12 lat w miejscowym JRD Jarovce. Trzy lata później dołączył do młodzieżowych drużyn Slovana Bratysława.
Od 1959 występował w Spartaku ZJŠ Brno. Już w pierwszym sezonie sięgnął z drużyną po Puchar Czechosłowacji. Barw Spartaka bronił do 1966, występując w 139 spotkaniach.
Od sezonu 1966/67 zespołem Schmuckera został drugoligowy Baník Ostrawa. Schmucker wraz z zespołem sezon 1966/67 zakończył awansem do Československá futbalová liga. W kolejnych latach Baník ze Schmuckerem w składzie odnosił wiele sukcesów, m.in. Mistrzostwo Czechosłowacji w sezonie 1975/76 oraz dwukrotnie zdobyty Puchar Czechosłowacji w latach 1972/73 oraz 1977/78. Łącznie przez 14 lat gry w zespole Ostrawy, Schmucker strzegł jej bramki w 161 spotkaniach. W 1979 zakończył karierę piłkarską. 
| Sezon   | Klub             | Kraj           | Rozgrywki                     | Mecze | Bramki |
| ------- | ---------------- | -------------- | ----------------------------- | ----- | ------ |
| 1959/60 | Spartak ZJŠ Brno | Czechosłowacja | Československá futbalová liga | 18    | 0      |
| 1960/61 | Spartak ZJŠ Brno | Czechosłowacja | Československá futbalová liga | 26    | 0      |
| 1961/62 | Spartak ZJŠ Brno | Czechosłowacja | 1. česká fotbalová liga       |       | 0      |
| 1962/63 | Spartak ZJŠ Brno | Czechosłowacja | Československá futbalová liga | 20    | 0      |
| 1963/64 | Spartak ZJŠ Brno | Czechosłowacja | Československá futbalová liga | 25    | 0      |
| 1964/65 | Spartak ZJŠ Brno | Czechosłowacja | Československá futbalová liga | 24    | 0      |
| 1965/66 | Spartak ZJŠ Brno | Czechosłowacja | Československá futbalová liga | 26    | 0      |
| 1966/67 | Baník Ostrawa    | Czechosłowacja | 1. česká fotbalová liga       |       | 0      |
| 1967/68 | Baník Ostrawa    | Czechosłowacja | Československá futbalová liga | 26    | 0      |
| 1968/69 | Baník Ostrawa    | Czechosłowacja | Československá futbalová liga | 21    | 0      |
| 1969/70 | Baník Ostrawa    | Czechosłowacja | Československá futbalová liga | 29    | 0      |
| 1970/71 | Baník Ostrawa    | Czechosłowacja | Československá futbalová liga | 21    | 0      |
| 1971/72 | Baník Ostrawa    | Czechosłowacja | Československá futbalová liga | 19    | 0      |
| 1972/73 | Baník Ostrawa    | Czechosłowacja | Československá futbalová liga | 18    | 0      |
| 1973/74 | Baník Ostrawa    | Czechosłowacja | Československá futbalová liga | 24    | 0      |
| 1974/75 | Baník Ostrawa    | Czechosłowacja | Československá futbalová liga | 0     | 0      |
| 1975/76 | Baník Ostrawa    | Czechosłowacja | Československá futbalová liga | 0     | 0      |
| 1976/77 | Baník Ostrawa    | Czechosłowacja | Československá futbalová liga | 2     | 0      |
| 1977/78 | Baník Ostrawa    | Czechosłowacja | Československá futbalová liga | 1     | 0      |
| 1978/79 | Baník Ostrawa    | Czechosłowacja | Československá futbalová liga | 3     | 0      |

## Kariera reprezentacyjna
Schmucker po raz pierwszy w drużynie narodowej zagrał 7 kwietnia 1962 w przegranym 1:3 spotkaniu z reprezentacją Szwecji. W 1962 został powołany przez trenera Rudolfa Vytlačila na Mistrzostwa Świata. Podczas turnieju w Chile wszystkie spotkania spędził na ławce rezerwowych. Czechosłowacja zakończyła ten turniej na drugim miejscu, przegrywając mecz finałowy z Brazylią.
Dwa lata później na olimpiadzie w Tokio zdobył z reprezentacją srebrny medal. Wystąpił w dwóch meczach grupowych z Koreą Południową i Egiptem oraz w ćwierćfinale z Japonią, półfinale z NRD i przegranym 1:2 meczu finałowym z Węgrami. 
Drugi i zaraz ostatni mecz w drużynie narodowej Schmucker rozegrał 7 października 1970. Przeciwnikiem była Finlandia, a mecz zakończył się remisem 1:1.
| Mecze i gole w reprezentacji | Mecze i gole w reprezentacji | Mecze i gole w reprezentacji | Mecze i gole w reprezentacji | Mecze i gole w reprezentacji | Mecze i gole w reprezentacji | Mecze i gole w reprezentacji |
| #                            | Data                         | Miasto                       | Przeciwnik                   | Gol                          | Wynik                        | Rozgrywki                    |
| ---------------------------- | ---------------------------- | ---------------------------- | ---------------------------- | ---------------------------- | ---------------------------- | ---------------------------- |
| 1.                           | 07.04.1962                   | Göteborg                     | Szwecja                      |                              | 1:3                          | towarzyski                   |
| 2.                           | 07.10.1970                   | Praga                        | Finlandia                    |                              | 1:1                          | El. ME 1972                  |

## Sukcesy
Czechosłowacja
- Mistrzostwa Świata: 1962 (2. miejsce)
- Igrzyska Olimpijskie (1): 1964 (srebrny medal)

Spartak ZJŠ Brno
- Puchar Czechosłowacji (1): 1959/60

Baník Ostrawa
- Mistrzostwo Czechosłowacji (1): 1975/76
- Puchar Czechosłowacji (2): 1972/73, 1977/78